# Roy Worters
Roy „Shrimp“ Worters (* 19. Oktober 1900 in Toronto, Ontario; † 7. November 1957) war ein kanadischer Eishockeytorwart, der von 1925 bis 1937 für die Pittsburgh Pirates, Montréal Canadiens und New York Americans in der National Hockey League spielte.

## Karriere
Während seiner Juniorenzeit spielte er zusammen mit Lionel Conacher bei den Toronto Canoe Club Paddlers und holte mit dem Team den Memorial Cup 1920. Auf Grund seiner Größe von nur 1,60 Metern hatte er den Spitznamen Shrimp.
1923 wechselte er zu den Pittsburgh Yellow Jackets in die USAHA. Hier war er der beste Torwart der Liga und wurde schnell zum Publikumsliebling. Als die NHL zur Saison 1925/26 mit den Pirates ein NHL-Team nach Pittsburgh brachte, holte man eine Reihe Spieler der Yellow Jackets ins Team.
Die Verteidigung der Pirates war die Schwachstelle des Teams, doch Worters hielt sein Team mit guten Leistungen im Rennen. In den ersten drei Jahren hatte er nur in einem Spiel nicht im Tor der Pirates gestanden und wurde von seinem Trainer Odie Cleghorn vertreten. Zur Saison 1928/29 konnte er sich mit den Pirates nicht auf einen Vertrag einigen und wechselte zu den New York Americans.
Die Americans waren in der vorherigen Saison noch das schwächste Team der Liga, doch mit einem Gegentorschnitt von 1,15 brachte er das Team in die Playoffs. Für diese herausragende Leistung wurde er mit der Hart Memorial Trophy als wertvollster Spieler ausgezeichnet. Zum Ende der folgenden Saison half er den Montreal Canadiens in einem Spiel aus, den verletzten George Hainsworth zu ersetzen. Mit nur 74 Gegentoren war er der erfolgreichste Torwart in der Saison 1930/31. Er blieb für 324:40 Minuten in vier aufeinanderfolgenden Spielen ohne Gegentor. Auch wenn die Americans als Team wenig Erfolg hatten, waren sie mit Worters im Tor immer hervorragend besetzt. Nach der Saison 1936/37 beendete er seine Karriere.
Er verstarb 1957 an Kehlkopfkrebs. 1969 wurde er mit der Aufnahme in die Hockey Hall of Fame geehrt.

## Sportliche Erfolge
- Memorial Cup: 1920

### Persönliche Auszeichnungen
- Second All-Star Team: 1932 und 1934
- Hart Memorial Trophy: 1929
- Vezina Trophy: 1931